# 디플로
디플로(Diplo, 본명: Thomeas Weasley Pentz, 1978년 11월 10일 ~ )는 로스앤젤레스에 기반을 둔 미국의 음악 프로듀서, 래퍼 겸 작사가이다. 그는 레코드 회사인 매드 디센트를 설립 및 운영 중이며, 또한 비영리조직인 Heaps Decent의 공동 설립자이기도 하다. 그는 필라델피아에서 학교 선생님으로 일하기도 하였다. 또한 그는 일렉트로닉 댄스홀 그룹인 메이저 레이저의 공동 창시자이자 주 멤버이기도 하다. 2013년 메이저 레이저는 EP 앨범인 《Revolution》을 발매하고 이는 빌보드 200 차트 순위에서 49위에 올랐다.
디플로는 유명해지는 과정 중, 영국의 뮤지션인 M.I.A.와 함께 일했다. 그녀는 디플로를 짧은 경력임에도 불구하고 그를 유명해지게 만든 장본인이다. 그 후, M.I.A.의 프로듀서인 스위치와 함께 자메이카 댄스홀 프로젝트 그룹 메이저 레이저를 결성하게 된다. 그 이후로 디플로는 프로듀싱 그리고 비욘세, 저스틴 비버, 어셔, 스눕 도그, 그리고 지드래곤과 같은 많은 팝 아티스트들과 믹스테입 프로젝트를 진행하게 된다. 그의 가명인 디플로는 디플로도쿠스의 줄임말인데, 그가 어렸을 때 가지고 놀던 공룡에서 유래했다고한다.